# Kamikaze 1989
Kamikaze 1989 är en västtysk film av regissören Wolf Gremm från 1982, baserad på romanen Mord på 31:a våningen av Per Wahlöö. I en odefinierad framtid försöker kommissarie Jansen gå till botten med ett underligt bombhot mot ett förlagshus, ägt av en familj med stor publicistisk makt. Kommissarie Jansen blev Rainer Werner Fassbinders sista roll innan han dog i juni 1982. Filmen spelades in i Berlin och Düsseldorf.